# Локомотив (стадіон, Пловдив)
Стадіон Локомотив (болг. Стадион „Локомотив“, English: 'Lokomotiv Stadium'), на прозваний Лаута (болг. Лаута) на честь парку, в якому він розташований, — це багатоцільовий стадіон, розташований у південно-східній частині Пловдива, Болгарія. Це клубний стадіон Локомотива (Пловдив). Стадіон був офіційно відкритий 6 вересня 1982 року і є частиною спортивного комплексу, який включає критий легкоатлетичний зал, волейбольний зал, п'ять тенісних кортів і три тренувальні майданчики. Спочатку стадіон вміщував 24 000 глядачів.

## Недавні перепланування

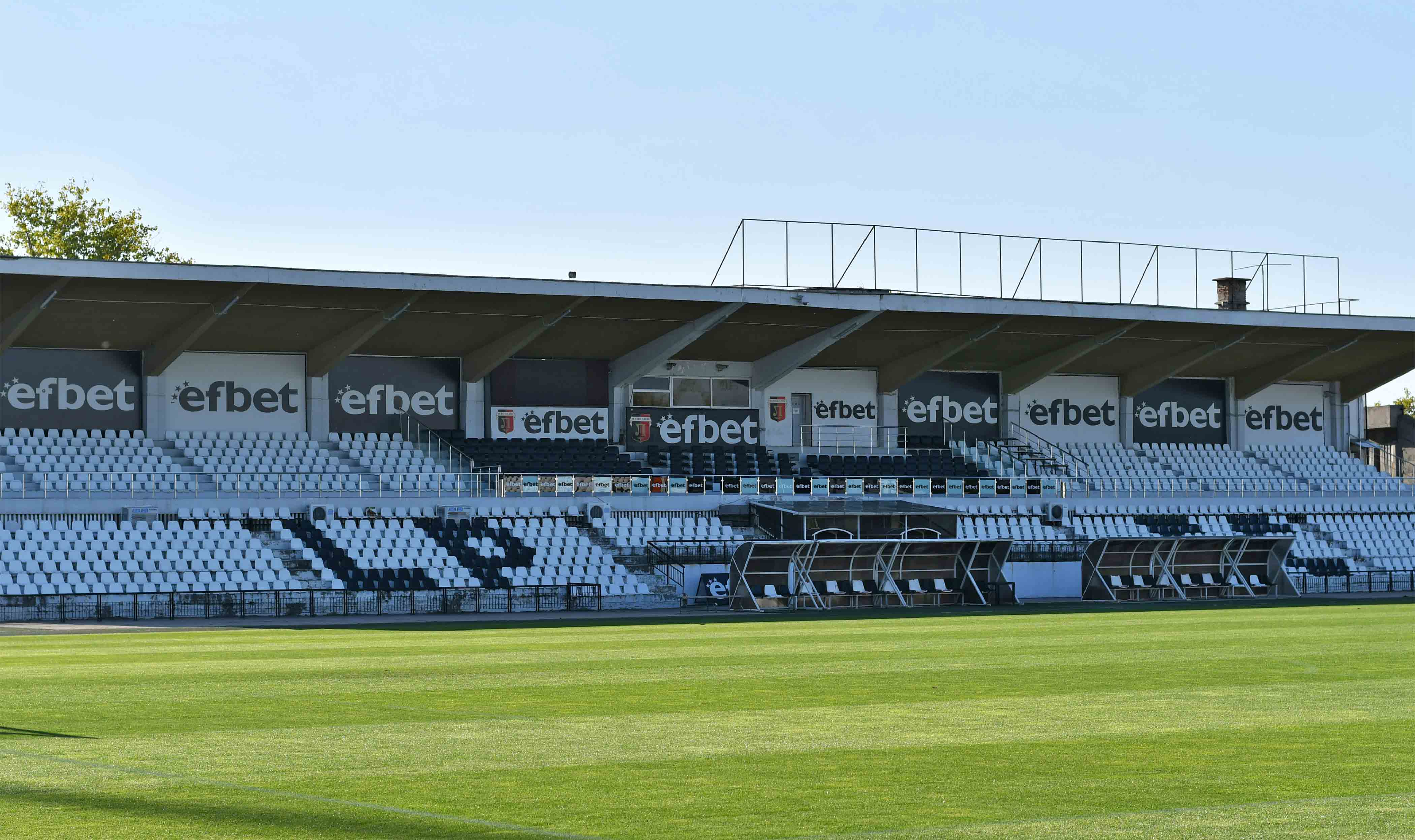
Головна трибуна стадіону

У 2013 році на стадіоні з'явилися електричні прожектори[2].
У 2019 році стадіон знову був реконструйований, щоб відповідати категорії 3 УЄФА і мати можливість приймати матчі єврокубків аж до раунду плей-офф. Трибуна «Bessica» отримала 660 нових пластикових сидінь, а західна трибуна під назвою «Спортклуб» отримала 1 460 додаткових місць у кутовому секторі. Також було відремонтовано та збільшено конференц-зал стадіону, щоб він міг вмістити більше журналістів та персоналу. Деякі території навколо стадіону були прибрані та перетворені на автомобільні парковки, щоб відповідати вимогам УЄФА щодо наявності вільних місць для паркування. Після реконструкції місткість стадіону під час єврокубкових матчів склала 9 220 осіб, а загальна місткість стадіону — 13 220 осіб. Невдовзі після завершення реконструкції пловдивський «Локомотив» зіграв на цьому стадіоні свій перший єврокубковий матч у своїй історії проти словацької команди «Спартак» (Трнава). Гра, що відбулася 25 липня 2019 року, була виграна «Локомотивом» (Пловдив) з рахунком 2-0 на очах у майже 10 000 глядачів. Ця дата збіглася з 93-м днем народження «Локомотива», і перемога стала чудовим подарунком для тисяч людей, які відвідали гру.
У 2021 році після державного фінансування міської футбольної інфраструктури Пловдива розпочалися роботи з будівництва нової трибуни «Bessica», які були завершена влітку 2022 року. Також до кінця того ж року було знесено протилежну південну трибуну і розпочато підготовку до закладання фундаменту трибуни. Планується, що і північна, і південна трибуни вміщатимуть по 2 846 глядачів і будуть завершені до кінця 2022 року. Після завершення будівництва «Bessica» та південної трибуни очікується, що західна трибуна під назвою «Спортклуб» буде наступною, яку буде знесено побудована з нуля. Планується, що загальна місткість стадіону становитиме 14 500 глядачів після завершення будівельних робіт до літа 2024 року.
У грудні 2023 року Вищий адміністративний суд Болгарії скасував контракт на будівництво нової Центральної трибуни.

## Рекорди
Рекорд відвідуваності цього стадіону був встановлений у 1983 році, коли «Локомотив» грав проти «Чорноморця» (Бургас) у матчі плей-офф за вихід у вищу лігу країни. Цю гру відвідало 33 000 глядачів, причому щонайменше 6 000 з них перебували за межами стадіону.

## Розташування
Стадіон «Локомотив» розташований у районі Тракія, на південно-східній околиці великого міського центру Пловдива. Поруч зі стадіоном знаходиться парк Лаута, одна з найбільших зелених зон Пловдива.

### Транспорт

#### Громадський транспорт
Пловдив Автобусні маршрути поблизу:
| Номер станції | Назва остановки      | Маршрут           |
| ------------- | -------------------- | ----------------- |
| 234           | Стадіон «Локомотив». | 18, 24, 29, 44, 9 |
| 219           | Чайка Фарма          | 18, 24, 29, 44, 9 |
| 1011          | Тракія РЦ(А-12)      | 21, 25, 29, 66    |

#### Автомобільний
На території стадіону є паркінг на 100 місць. Основний під'їзд до стадіону здійснюється через вул. Льва Толстого.

#### Велосипед
Велосипедна інфраструктура Пловдива пропонує легкий доступ до стадіону «Локомотив». Велосипедні доріжки поруч:
- Санкт-Петербург бульв. (північ)
- Менделєєва бульв. (Захід)
- Освобождение бульв. (південь)
- Димитра Різова вул. (Схід) (будується)